# Carex divisa
Carex divisa Huds. es una especie de planta herbácea de la familia de las  ciperáceas.

## Descripción
Hierba perenne debido a fuertes y largos rizomas. Tallos poco foliosos, de sección triangular, lisos o algo ásperos en la parte superior. Hojas estrechamente lineares, planas o acanaladas, más cortas que los tallos, de (0,4-) 1-3 mm de anchura. Flores unisexuales, las masculinas constituidas por tres estambres protegidos por una escama (gluma)  las femeninas reducidas a un ovario encerrado en una estructura en forma de botella (utrículo), todo ello protegido por una gluma; la inflorescencia tiene aspecto de espiga y se compone de varias espiguillas de apariencia similar, cada una de las cuales lleva flores masculinas en el ápice y femeninas en la base; glumas de color marrón oscuro; utrículos plano-convexos, de 3,2-4 mm, anchamente ovados. Florece en invierno y primavera.

## Distribución y hábitat
Presente en Europa, Asia y África.
En la península ibérica abunda en los prados de diente.

## Taxonomía
Carex divisa fue descrita por  William Hudson y publicado en Flora Anglica 348. 1762.
Citología
Número de cromosomas de Carex divisa (Fam. Cyperaceae) y táxones infraespecíficos: 2n=60
Etimología
Ver: Carex
divisa; epíteto latino  que significa "dividida".
Sinonimia
- Carex algarbiensis Samp.
- Carex ammophila Willd.
- Carex austriaca Schkuhr
- Carex austroafghanica Raymond
- Carex bertolonii Schkuhr
- Carex chaetophylla Steud.
- Carex coacta Boott
- Carex coarctata Kit.
- Carex consanguinea Kunth
- Carex curaica var. coacta (Boott) Boott
- Carex cuspidata Bertol.
- Carex fontanesii Poir.
- Carex fuscescens Willd. ex Kunth
- Carex hostii Hoppe ex Kunth
- Carex hybrida Lam.
- Carex hymelayensis Steud.
- Carex incurva Sm.
- Carex lobata Lam.
- Carex marginata Gorter
- Carex moniziana Lowe ex Boott
- Carex paradoxa Benth.
- Carex rivalis Planellas
- Carex rivularis Schkuhr
- Carex schoenoides Desf.
- Carex schoenoides Thuill.
- Carex schreberi Ten. ex Boott
- Carex setifolia Godr.
- Carex spicata Brot. ex Kunth
- Carex splendens Thuill. ex Pers.
- Caricina divisa (Huds.) St.-Lag.
- Caricina setifolia (Fourr.) St.-Lag.
- Diemisa splendens (Thuill. ex Pers.) Raf.
- Vignea ammophila (Willd.) Rchb.
- Vignea austroafghanica (Raymond) Soják
- Vignea bertolonii (Schkuhr) Rchb.
- Vignea divisa (Huds.) Rchb.
- Vignea rivularis (Schkuhr) Schur
- Vignea setifolia Fourr.[5][6]

## Nombre común
- Castellano:  juncia, junquillo, junquillo de tepe.[7]